# Candida parapsilosis
Candida parapsilosis es una levadura del género Candida, puede causar enfermedad en humanos (candidiasis), especialmente virulentas en pacientes inmunodeprimidos. En un estudio realizado en pacientes con onicomicosis (infecciones por hongos de las uñas), Candida parapsilosis fue la especie del género Candida aislada con mayor frecuencia.